# Arthrogorgia utinomii
Arthrogorgia utinomii är en korallart som beskrevs av Bayer 1996. Arthrogorgia utinomii ingår i släktet Arthrogorgia och familjen Primnoidae. Inga underarter finns listade i Catalogue of Life.